# 武田建
武田 建（たけだ けん、1932年1月19日 - ）は、日本の心理学者、社会福祉学者。関西学院大学教授、同大学学長、理事長を歴任した。関西学院大学名誉教授。関西福祉科学大学名誉教授。関西学院大学の定年退職後は関西福祉科学大学教授を務めた。関西学院大学ファイターズ元監督。東京都出身。

## 経歴
関西学院中学部・高等部を経て、1952年関西学院短期大学英文科卒業、1954年同大学文学部社会事業学科卒業、1956年同大学院文学研究科教育学専攻修了。カナダ、アメリカ合衆国に渡り、1958年トロント大学大学院社会福祉専攻修了(M.S.W)、1962年にはミシガン州立大学大学院カウンセリング心理博士課程修了(Ph.D)。
帰国後、母校である関西学院大学に、社会学部助教授として1965年に就任。主にカウンセリングとケースワークを教え、1972年同教授に昇任。1982年に社会学部長となり、1985年から1989年まで学長を務めた。また、1992年から2001年まで関西学院理事長を務めた。
関西学院大学ファイターズ（アメリカンフットボール部）で、学生時代はクォーターバック（QB）としてプレイ、甲子園ボウルを2度制覇した。留学時に最先端のコーチング理論を習得し、帰国後の1966年にヘッドコーチに就任。監督として甲子園ボウルに5連覇（1972年-1976年）するなど黄金時代を築いた。
また、「カレッジフットボールin USA」（サンテレビ）やNFL（GAORA）など、フットボール中継の解説を務めていた。
2016年1月、日本アメリカンフットボール協会により、日本アメリカンフットボールの殿堂入りした。

## 著書
- 『カウンセリングの理論と方法』理想社 1967
- 『保育・保健・福祉のための人格発達論』ナカニシヤ出版 1972
- 『近代アメリカン・フットボール』日本YMCA同盟出版部 1972
- 『グループワークとカウンセリング』日本YMCA同盟出版部 1973
- 『親と子の臨床心理』創元社 1975
- 『PROFESSOR KENのアメリカンフットボール入門』タッチダウン 1975
- 『しつけ上手の心理学 実践のためのプログラム』大和書房 1980
- 『リーダーシップの条件 ほめ上手のコーチング』大和書房 1981
- 『リーダーシップを身につける 人を育てる行動学』日本生産性本部 1983
- 『カウンセラー入門 多角的アプローチ』誠信書房 1984
- 『心を育てる パーソナリティとしつけ』誠信書房 1985
- 『アメリカン・フットボール』新潮文庫 1985
- 『コーチング 人を育てる心理学』誠信書房 1985
- 『フットボールクレイジー 心理学者のスポーツ・コーチング』1-2、タッチダウン 1986-88
- 『カウンセリングの進め方』誠信書房 1992
- 『最新コーチング読本 コーチの心理学』ベースボール・マガジン社 1997
- 『人間関係を良くするカウンセリング 心理、福祉、教育、看護、保育のために』誠信書房 2004
- 『武田建のコーチングの心理学』創元社 2007
- 『やる気を育てる子育てコーチング 親子で楽しむ「お約束表」の作り方』創元社 2010

### 共著
- 『パーティーゲーム160選』大利一雄共著 六月社 1967
- 『パーティーゲーム 第1-2集』大利一雄共著 六月社 1968
- 『新しいグループワーク』大利一雄共著 日本YMCA同盟出版部 1980
- 『親と子の行動ケースワーク』立木茂雄共著 ミネルヴァ書房 1981
- 『コーチングの心理学 こんなコーチをしていませんか』柳敏晴共著 日本YMCA同盟出版部 1982
- 『保育カウンセリング しつけに悩む親と保育者のために』白石大介共著 創元社 1983
- 『臨床ケースワーク クライエント援助の理論と方法』荒川義子共編著 川島書店 1986
- 『里親のためのペアレントトレーニング』米沢普子共著 ミネルヴァ書房 2014
- 『理学療法士〈PT〉・作業療法士〈OT〉のための治療心理学 患者によりそう行動アプローチ』中俣恵美, 出田めぐみ共著 創元社 2014
- 『ソーシャルワークとは何か バイステックの7原則と社会福祉援助技術』津田耕一共著 誠信書房 2016

### 翻訳
- D.F.トウィディ『フランクルの心理学』みくに書店 1965
- P.E.ジョンソン『人間理解への道 リスポンシブ・カウンセリングの実際』日本YMCA同盟出版部 1968
- ジニー・モリス『勇気ある死 ブライアンの短かった青春』武田とし子共訳 日本YMCA同盟出版部 1975